# Schwertkriege
Schwertkriege ist ein deutschsprachiges Browserspiel, das 2002, damals noch unter dem Namen TheCrown, als Hobbyprojekt online gegangen ist und seitdem kontinuierlich weiterentwickelt wurde. Es war das erste Browserspiel, das auf einer zweidimensionalen Karte gespielt wurde. Mittlerweile sind über 100.000 Accounts registriert und zu Spitzenzeiten waren mehr als 5.000 Spieler gleichzeitig eingeloggt.

## Das Spiel
Das Spiel, das im Mittelalter angesiedelt ist, dreht sich um eine Karte, die aus einer Vielzahl von quadratischen Feldern besteht, die als Provinzen bezeichnet werden. Spieler decken nach und nach die Karte auf, indem sie angrenzende Provinzen erobern, wobei sie auch auf andere Spieler stoßen. Mit diesen können sie sich dann entweder verbünden oder gegen diese kämpfen. 
Schwertkriege läuft teilweise in Echtzeit, teilweise rundenbasiert. In Echtzeit werden Einheiten ausgebildet und Truppenbewegungen durchgeführt. Kämpfe finden rundenbasiert alle halbe Stunde statt. 
Ein klar definiertes Spielziel gibt es nicht. Einige Spieler versuchen, bestimmte Regionen, z. B. ganze Länder, vollständig unter ihre Kontrolle zu bringen. Andere versuchen, in der Rangliste eine möglichst gute Position einzunehmen. Anders als bei vielen anderen Browserspielen, ist es bei Schwertkriege möglich, die Ländereien seiner Feinde vollständig zu erobern und diese so endgültig zu besiegen.
Ungefähr vier Monate läuft eine Spielrunde, bevor diese beendet wird und eine neue Spielrunde gestartet wird, in der alle Spieler wieder von vorne anfangen. Noch schneller beendet werden sogenannte Speedrunden, die nur rund einen Monat dauern, dafür aber mit erhöhtem Spieltempo laufen. Die Registrierung und Teilnahme sind kostenlos, bezahlte Premiumaccounts erhalten keine Spielvorteile.

## Historie
Nachdem Ende 2000 mit Galaxywars das erste deutsche Browserspiel größere Bekanntheit erreicht hatte, wurden unterschiedliche Browserspiel-Projekte gestartet, die sich allerdings am relativ einfachen Spielprinzip von Galaxywars orientierten: Spieler besaßen nur einen einzelnen Planeten und die unterschiedlichen Planeten wurden gewöhnlich nur in Listenform angezeigt und nicht in geografischen Strukturen. Hier setzte Schwertkriege an: Erstmals wurde in einem Browserspiel eine Karte dargestellt, auf der die einzelnen Provinzen so platziert waren, dass sie in einem örtlichen Verhältnis zueinander standen. Auch marschierende Truppen bewegten sich auf dieser Karte. Dies stellte wegen der technischen Limitationen mit den damaligen Webtechnologien rund um PHP und MySQL einen erheblichen zusätzlichen Entwicklungsaufwand dar und es dauert daher einige Zeit, bis dieses Prinzip von anderen Browserspielen übernommen wurde.
Nachdem bis Mitte 2002 eine relativ hohe Spielerzahl erreicht werden konnte, musste vom kostenlosen Angebot des Spiels Abstand genommen wurden und die Spielteilnahme war nur noch gegen Zahlung einer Gebühr möglich. Da nur wenige hundert Spieler dazu bereit waren und da die Betriebskosten für Server und Netzanbindungen im Folgenden erheblich sanken, wurde 2003 wieder dazu übergegangen, das Spiel vollständig kostenlos anzubieten.